# Târgu Trotuș
Târgu Trotuș – wieś w Rumunii, w okręgu Bacău, w gminie Târgu Trotuș. W 2011 roku liczyła 1950 mieszkańców.